# محول تيار مستمر عالي الجهد

مزيج من انخفاض الجهد واستراتيجية التحكم في هامش الجهد لشبكة HVDC

يحول محول التيار المستمر عالي الجهد (بالإنجليزية: HVDC converter، أو محول إتش فّي دي سي) الطاقة الكهربائية من تيار متناوب عالي الجهد (إيه سي) إلى تيار مستمر عالي الجهد (إتش فّي دي سي)، أو بالعكس. يستخدم التيار المباشر عالي الجهد بديلًا للتيار المتناوب لنقل الطاقة الكهربائية لمسافات بعيدة أو بين أنظمة طاقة تيار متناوب ذات ترددات مختلفة. صُنعت محولات تيار مستمر عالي الجهد قادرة على تحويل استطاعات تصل على 2 غيغاواط وبفرق جهد يصل إلى 1100 كيلوفولط، ويمكن عمليًّا الوصول إلى أرقام أعلى من ذلك حتى. يمكن أن تحتوي محطة تحويل كاملة عدة محولات موصولة على التسلسل و/أو التوازي (التفرع).
جميع محولات التيار المستمر عالي الجهد تقريبًا ثنائية الاتجاه بطبيعتها؛ أي يمكنها أن تحول من التيار المتناوب إلى المستمر (تقويم) أو من المستمر إلى المتناوب (تحويل عكسي). يحتوي نظام التيار المستمر عالي الجهد دائمًا على محول واحد على الأقل يعمل مقومًا للتيار (يحول التيار المتناوب إلى مستمر) وعلى محول واحد على الأقل يعمل عاكسًا للتيار (يحول التيار المستمر إلى متناوب). تستفيد بعض أنظمة التيار المستمر عالي الجهد بشكل تام من خاصية ثنائية الاتجاه هذه (كتلك المصممة لتجارة الطاقة عبر الحدود، كالوصلة العابرة للقناة بين إنجلترا وفرنسا). يمكن أن تكون أنظمة أخرى -كالأنظمة المخصصة لتصدير الاستطاعة من محطة طاقة كهربائية بعيدة كمشروع لاتيبو في البرازيل- مجهزة ليكون تدفق الاستطاعة باتجاه واحد مفضل. في هذه المشاريع، يكون تدفق الاستطاعة بالاتجاه غير المفضل ذا قدرة أقل أو فعالية أدنى.

## أنواع محولات التيار المستمر عالي الجهد
يمكن أن تأخذ محولات التيار المستمر عالي الجهد عدة أشكال مختلفة. كانت أولى أنظمة التيار المستمر عالي الجهد، التي كانت تُصنع حتى ثلاثينيات القرن العشرين، محولات دوارة فعليًّا وكانت تستخدم التحويل الكهروميكانيكي بمجموعات مولدات-محركات مربوطة على التسلسل في جانب التيار المستمر وعلى التفرع في جانب التيار المتناوب. ولكن كل أنظمة التيار المستمر عالي الجهد التي صُنعت منذ أربعينيات القرن العشرين استخدمت محولات إلكترونية (سكونية).
تُقسم المحولات الإلكترونية للتيار المستمر عالي الجهد إلى صنفين رئيسيين. المحولات الموجهة بالخط (المحولات التقليدية للتيار المستمر عالي الجهد) تُصنع بقواطع إلكترونية يمكن أن تُشغل فقط. المحولات ذات المصدر الجهدي تصنع بقواطع يمكن إطفاؤها وتشغيلها. كانت المحولات الموجهة بالخط (إل إل سي) تستخدم صمامات قوس الزئبق حتى سبعينيات القرن العشرين، أو الثايرستورات منذ السبعينيات حتى هذا اليوم. تستخدم المحولات ذات المصدر الجهدي (فّي إس سي)، والتي استُخدمت لأول مرة في محولات التيار المستمر عالي الجهد في عام 1997، الترانزستورات، عادةً الترانزستور ثنائي القطب ذو البوابة المعزولة (آي جي بي تي).
حتى عام 2012، تعتبر كل من تقنيتي التوجيه بالخط والمصدر الجهدي مهمتين، إذ تُستخدم المحولات الموجهة بالخط بشكل رئيسي في الأماكن التي تحتاج سعة وفعالية مرتفعتين جدًّا، وتٌستخدمن المحولات ذات المصدر الجهدي بشكل رئيسي للوصل التبادلي لأنظمة التيار المتناوب الضعيفة، ولوصل طاقة الرياح واسعة النطاق على الشبكة، وللوصلات التبادلية في أنظمة التيار المستمر عالي الجهد التي يمكن أن تتوسع لتصبح محطات تيار مستمر عالي الجهد متعددة الطرفيات في المستقبل.. ينمو سوق محول التيار المباشر عالي الجهد ذي المصدر الجهدي بسرعة، ويعود ذلك جزئيًّا إلى زيادة الاستثمار في طاقة الرياح البحرية، مع بروز نوع معين من المحولات، وهو المحول المعياري متعدد المستويات (إم إم سي)، كخيار أول.

## المحولات الكهروميكانيكية
منذ ثمانينيات القرن التاسع عشر، كانت مزايا نقل التيار المباشر لمسافات بعيدة قد بدأت تثبت نفسها ووضعت عدة أنظمة نقل قدرة تجارية قيد التشغيل. استخدمت أكثر هذه الأنظمة نجاحًا النظام الذي اخترعه رينيه ثوري وكانت مبنية على مبدأ وصل عدة مجموعات مولدات-محركات على التسلسل من جهة التيار المستمر. أشهر مثال عليها مشروع نقل ليون-موتيرز للتيار المباشر بطول 200 كم في فرنسا، والذي عمل بشكل تجاري منذ عام 1906 وحتى 1936 ناقلًا القدرة الكهربائية من محطة موتيرز الكهرومائية إلى مدينة ليون. يروي كيمبارك أن هذا النظام كان يعمل بشكل موثوق إلى حد كبير؛ ولكن المردود الإجمالي من الطرف إلى الطرف (نحو 70%) كان سيئًا وفق معايير اليوم. منذ ثلاثينيات القرن العشرين بدأت الأبحاث المعمقة عن البدائل السكونية التي تستخدم الأنابيب المملوءة بالغاز -صمامات قوس الزئبق بشكل رئيسي ولكن الثايراترونات أيضًا- والتي كانت يؤمل منها الوصول إلى مردود أعلى بكثير. بقيت محولات ميكانيكية دوارة صغيرة جدًّا تستخدم في تطبيقات متخصصة في بيئات متنوعة، كما في الطيارات والمركبات، كطريقة تحويل استطاعة من البطاريات إلى الكمونات المرتفعة (الجهد العالي) التي يتطلبها الراديو والرادار، حتى ستينيات القرن العشرين وبدء عصر الترانزستور.

## المحولات الموجهة بالخط
معظم أنظمة التيار المستمر عالي الجهد التي تعمل اليوم مبنية على محولات موجهة بالخط (إل سي سي). يشير مصطلح موجهة بالخط إلى أن عملية التحويل تعتمد على جهد الخط في نظام التيار المتناوب الذي يتصل به المحول لتفعيل التوجيه من جهاز تبديل (قاطع) إلى الجهاز المجاور. تستخدم المحولات الموجهة بالخط أجهزة تبديل تكون إما غير متحكم بها (كثنائي المساري) أو يمكن فقط تشغيلها (دون إطفائها) عن طريق فعل تحكمي، كالثايرستورات. مع أن محولات التيار المستمر عالي الجهد يمكن لها -من حيث المبدأ- أن تُصنع من الصمامات الثنائية (تسمى أيضًا الديودات)، فإن هكذا محولات يمكن أن تستخدم في وضع التقويم فقط وانعدام إمكانية التحكم بجهد التيار المستمر من السيئات المؤثرة. بالتالي، فإن كل الأنظمة المستخدمة للتيار المستمر عالي الجهد التي تستخدم المحولات الموجهة بالخط تستخدم إما صمامات قوس زئبق متحكم بها من الشبكة (حتى سبعينيات القرن العشرين) أو ثايرستورات (حتى يومنا هذا).
في محول موجه بالخط، لا يغير التيار المستمر اتجاهه؛ بل يتدفق عبر تحريض كبير ويمكن أن يعتبر ثابتًا تقريبًا. على جهة التيار المتناوب، يتصرف المحول تقريبًا كمصدر تيار، حاقنًا كلًّا من تردد الشبكة والتيارات التوافقية في شبكة التيار المتناوب. لهذا السبب، يعتبر المحول الموجه بالخط أيضًا محولًا ذا مصدر تياري. لأن اتجاه التيار لا يمكن أن يتغير، فإن عكس اتجاه تدفق الاستطاعة (حيث يلزم) يتحقق عن طريق عكس قطبية جهد التيار المستمر في كل من المحطتين.

### جسر النبضات الست الموجه بالخط
يستخدم التركيب الأساسي لنظام التيار المستمر عالي الجهد مقوم غريتز الجسري للتيار ثلاثي الطور أو جسر النبضات الست، ويحتوي ستة قواطع إلكترونية، كل منها يصل بين واحد من الأطوار الثلاثة بواحدة من محطتي التيار المستمر الطرفيتين. يشار إلى عنصر التبديل الكامل عادةً باسم صمام، بغض النظر عن بنيته. عادةً، يكون صمامان من الجسر يعملان كموصلين في أي وقت: واحد إلى طور من الصف العلوي والآخر (من طور مختلف) في الصف السفلي. يصل الصمامان الموصلان جهدين من جهود طور التيار المتناوب الثلاثة، على التسلسل، بمحطتي التيار المستمر الطرفيتين. بالتالي، يعطى جهد خرج التيار المستمر في أي لحظة مدروسة عن طريق الجمع التسلسلي لجهدي طور تيار متناوب. مثلًا، إذا كان الصمامات ص1 و22 يعملان كموصلين، فإن خرج جهد التيار المستمر يعطى بجهد الطور 1 مطروحًا منه جهد الطور 3.
بسبب التحريض الذي لا يمكن تفاديه (والنافع) لمنبع قدرة التيار المستمر؛ فإن الانتقال من زوج من الصمامات الموصلة إلى آخر لا يحدث بشكل لحظي. بل هناك فترة تداخل يوصل خلالها صمامان من نفس الصف من الجسر بنفس الوقت. على سبيل المثال، إذا كان الصمامان ص1 وص2 يوصلان في البداية ثم شُغل الصمام ص3، فإن التوصيل ينتقل من ص1 إلى ص3 ولكنهما يعملان معًا على التوصيل لفترة قصيرة من الزمن. خلال هذه الفترة، يعطى جهد خرج التيار المستمر بمتوسط جهدي الطور 1 والطور 2 مطروحًا منه جهد الطور 3. تزداد زاوية التداخل μ (أو u) في محول تيار مستمر عالي الجهد مع تيار الحمل، ولكنها تكون عادةً نحو 20 درجة عند الحمل الكامل.
خلال فترة التداخل يكون جهد خرج التيار المستمر أقل مما كان سيكون عليه في الحالات الأخرة وتنتج فترة التداخل سنًّا ملحوظًا في منحني جهد التيار المستمر. من النتائج المهمة لذلك أن الجهد الوسطي لخرج التيار المستمر يتناقص كلما ازدادت فترة التداخل؛ لذا ينخفض جهد التيار المستمر الوسطي مع ازدياد شدة التيار المستمر.
يعطى جهد الخرج الوسطي للتيار المستمر في محول سداسي النبضات بالعلاقة:
{\displaystyle {V_{\mathrm {dc} }=V_{\mathrm {av} }={\frac {3V_{\mathrm {LLpeak} }}{\pi }}\cos(\alpha )}-{6fL_{\mathrm {c} }I_{\mathrm {d} }}}
حيث:
VLLpea - قمة الذروة لجهد الدخل خط إلى خط (على جهة المحول من محولة المحول)
α - زاوية قدح (إشعال) الثايرستور
Lc - التحريض الموجه لكل طور
Id - شدة التيار المستمر
تمثل زاوية القدح α التأخر الزمني من النقطة التي يصبح فيها فرق الجهد بين طرفي الصمام موجبًا (النقطة التي يبدأ فيها ثنائي مساري بالتوصيل) ويبدأ فيها تشغيل الثايرستورات. من المعادلة السابقة، يتضح أن الجهد الوسطي لخرج التيار المستمر يتناقص بازدياد زاوية القدح. في الواقع، مع محول موجه بالخط، تمثل زاوية القدح الطريقة السريعة الوحيدة للتحكم بالمحول. يستخدم التحكم بزاوية القدح لتنظيم جهود التيار المستمر لكل من طرفي نظام التيار المستمر عالي الجهد بشكل مستمر للحصول على المستوى المطلوب من نقل القدرة الكهربائية.
يصبح جهد خرج التيار المستمر أقل إيجابية مع ازدياد زاوية القدح: توافق زوايا القدح التي تصل إلى 90 درجة وضع التقويم وتنتج جهودًا موجبة للتيار المستمر، في حين توافق زوايا القدح الأكبر من 90 درجة عكس التيار وتنتج جهودًا سالبة للتيار المستمر. ولكن لا يمكن زيادة زوايا القدح حتى 180 درجة؛ وذلك لسببين: أولًا، يجب وجود سماحية لزاوية التداخل μ، وثانيًّا، يجب ترك سماحية لزاوية إخماد إضافية γ للسماح للصمامات باستعادة قدرتها على تحمل الجهد الموجب بعد توصيل التيار. تتعلق زاوية الإخماد γ بزمن الإطفاءtq للثايرستورات. القيمة الوسطية لزاوية الإخماد γ هي 15 درجة. تتعلق الزوايا α، وγ، وμ ببعضها حيث:
{\displaystyle \gamma =180-\alpha -\mu } (بالدرجات)